# Enrico Molaschi
Enrico Molaschi (Milano, 1º gennaio 1823 – Milano, 26 ottobre 1911) è stato un musicista e cantante italiano, che si esibiva cantando in dialetto milanese nelle strade e nelle osterie ed è stato il più famoso degli interpreti del personaggio del Barbapedana.